# Vernante
Vernante là một đô thị tại tỉnh Cuneo trong vùng Piedmont của Italia, vị trí cách khoảng 90 km về phía nam của Torino và khoảng 15 km về phía nam của Cuneo. Tại thời điểm ngày 31 tháng 12 năm 2004, đô thị này có dân số 1.307 người và diện tích là 62 km².
Đô thị Vernante có các frazione (đơn vị cấp dưới) Palanfrè.
Vernante giáp các đô thị: Boves, Entracque, Limone Piemonte, Roaschiavà Robilante.